# Liberazione della Bulgaria

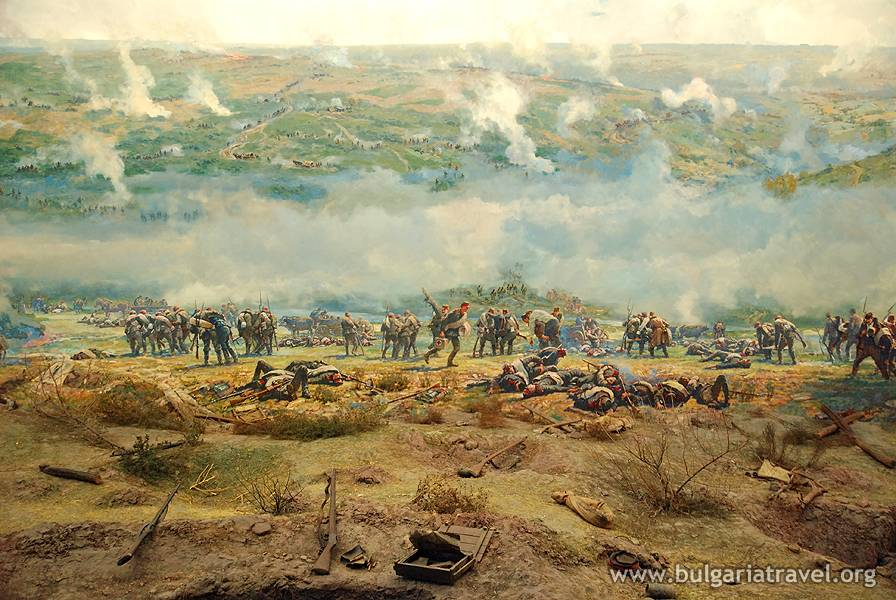
L'assedio di Pleven.

La liberazione della Bulgaria (in bulgaro Освобождението на България?, Osvoboždenie na Bălgarija) comprende gli eventi legati alla restaurazione dell'indipendenza bulgara dopo quasi cinquecento anni di dominio ottomano. Essa avvenne a seguito del Risorgimento bulgaro, iniziato dopo la fine della era Köprülü e durante il Periodo dei tulipani, che portò al riconoscimento ufficiale dell'Esarcato bulgaro (23 maggio 1872) e all'organizzazione della Rivolta d'aprile (1876). La rivolta spinse l'Impero russo a dichiarare guerra all'Impero ottomano nell'aprile 1877, e la Bulgaria fu proclamata principato autonomo il 3 marzo 1878 grazie alla Pace di Santo Stefano. Questa accordo fu rivisto il 13 luglio con il Trattato di Berlino, che ridimensionò fortemente il territorio bulgaro, ma ottenne il consenso delle potenze occidentali per il principato autonomo.

## Rivolta di aprile

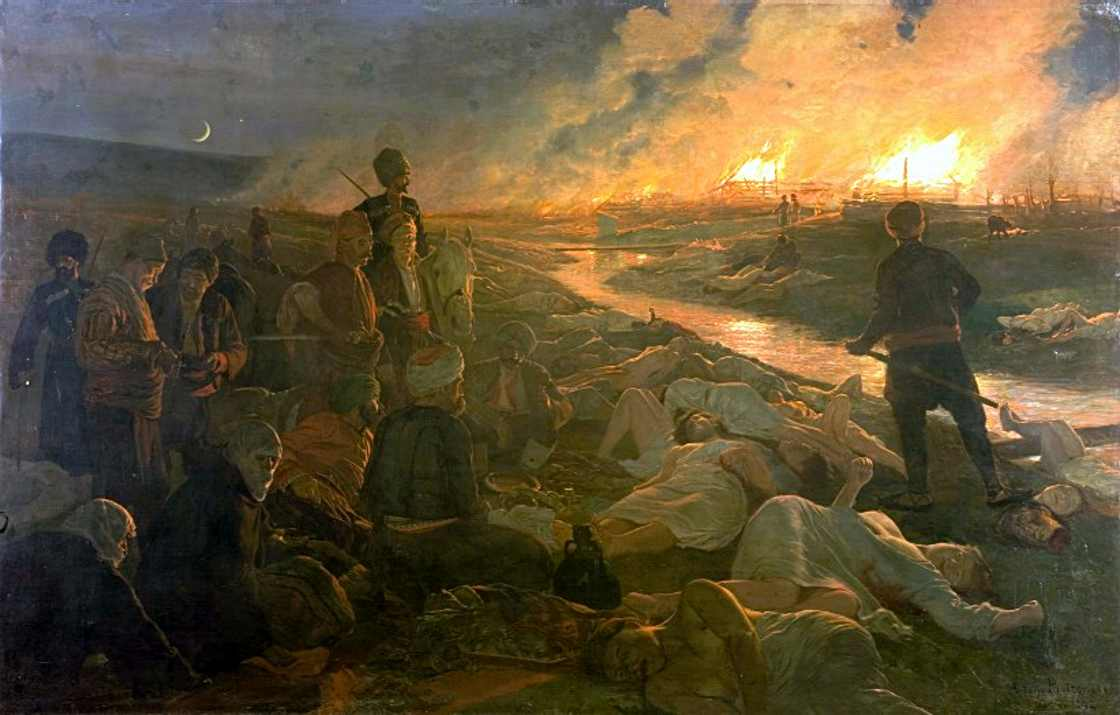
Antoni Piotrowski (1889), Il massacro di Batak

Durante la Rivolta d'aprile, un'insurrezione organizzata dai bulgari all'interno dell'Impero ottomano dall'aprile al maggio del 1876, e la successiva Conferenza di Costantinopoli del dicembre 1876, personalità pubbliche di spicco di quasi tutti i paesi europei sostennero la causa dell'indipendenza politica del popolo bulgaro. Nel Regno Unito, filoottomano, William Ewart Gladstone, allora leader dell'opposizione, lanciò duri rimproveri contro le politiche del governo guidato da Benjamin Disraeli. In Francia, il massacro di Batak del maggio 1876 - in cui fu trucidata la maggioranza della popolazione cristiana bulgara (fra 1.400 e 5.000 persone) nel villaggio di Batak durante la repressione della Rivolta di aprile - fu denunciato dallo scrittore Victor Hugo con le seguenti parole:
L'opinione pubblica in Russia fu la più radicale nel sostenere la causa bulgara. Insieme agli attivisti del Comitato slavo di Mosca si schierarono le grandi menti e la coscienza morale degli scrittori russi Ivan Sergeevič Turgenev, Lev Tolstoj e Fëdor Dostoevskij.

## Guerra russo-turca (1877-1878)

Battaglie sul fronte caucasico nella Guerra russo-turca (1877-1878)

Il 12 aprile (il 24 aprile secondo il calendario gregoriano) 1877, a Chișinău fu emesso il manifesto dell'imperatore Alessandro II di Russia, con cui la Russia dichiarò guerra all'Impero ottomano. Oltre nei Balcani le ostilità si svolsero anche nel Caucaso.

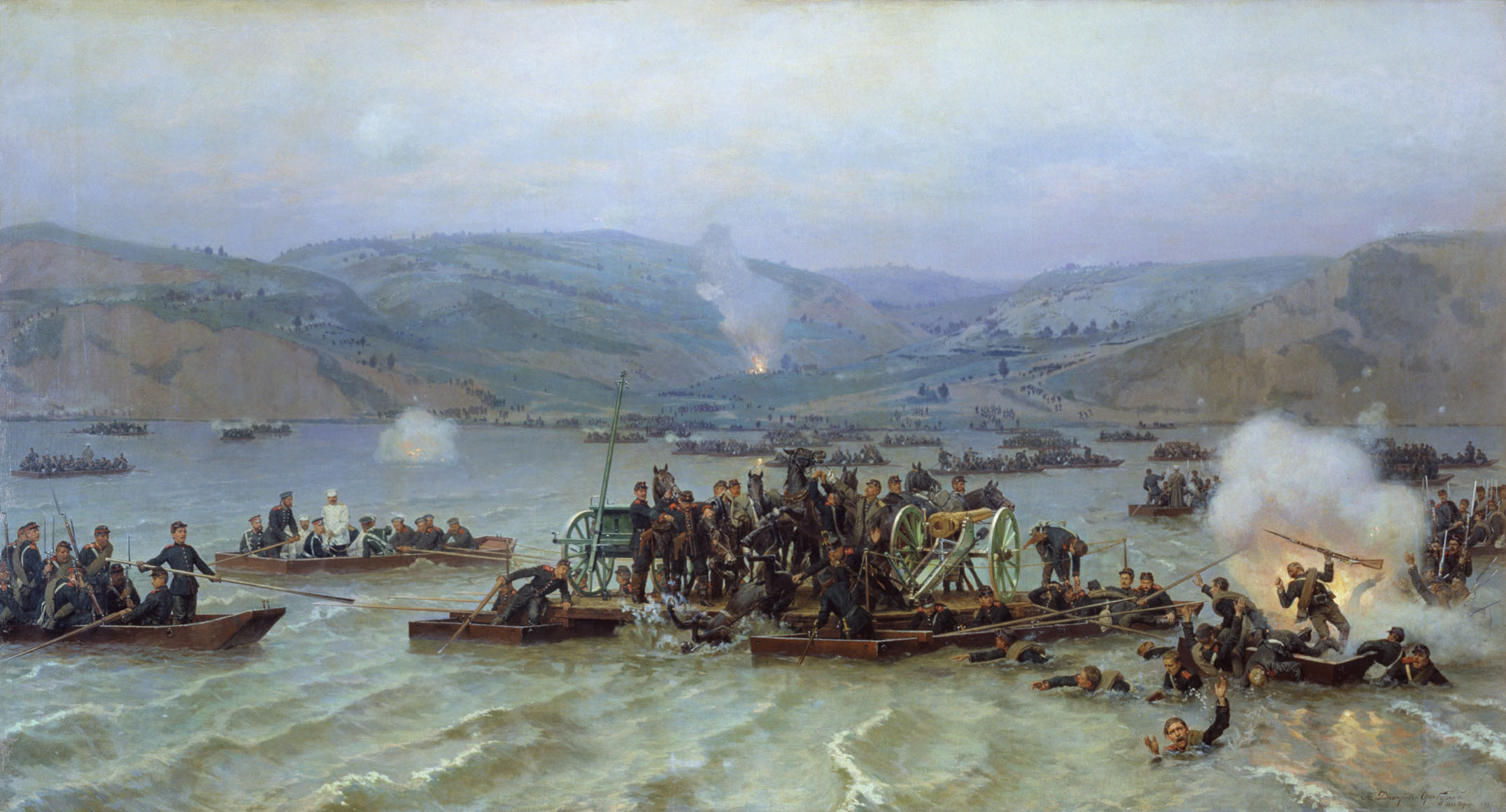
Nikolai Dmitriev-Orenburgskij (1883), Lo sbarco a Svištov.

Per ingannare il nemico, l'esercito russo fece credere all'Alto Comando ottomano che le principali forze russe sarebbero sbarcate in Dobrugia. Il 15 giugno (27 giugno) le unità militari russe, al comando del maggior generale Michail Dragomirov, effettuarono uno sbarco sul fiume Danubio vicino a Zimnich-Svištov. Su quella sponda del Danubio fu creata una testa di ponte sicura e permanente per lo spiegamento delle principali forze russe sul suolo bulgaro. L'Alto Comando russo divise le unità militari trasferite a Svištov in tre:
- Divisione occidentale, composta da 35.000 soldati al comando del tenente generale Nikolai Karl Gregor von Krüdener;
- Divisione orientale, composta da 70.000 soldati al comando del principe ereditario Alexander Alexandrovič;
- Divisione di attacco, composta da 12.000 soldati al comando del tenente generale Iosif Vladimirovič Gurko.[5]

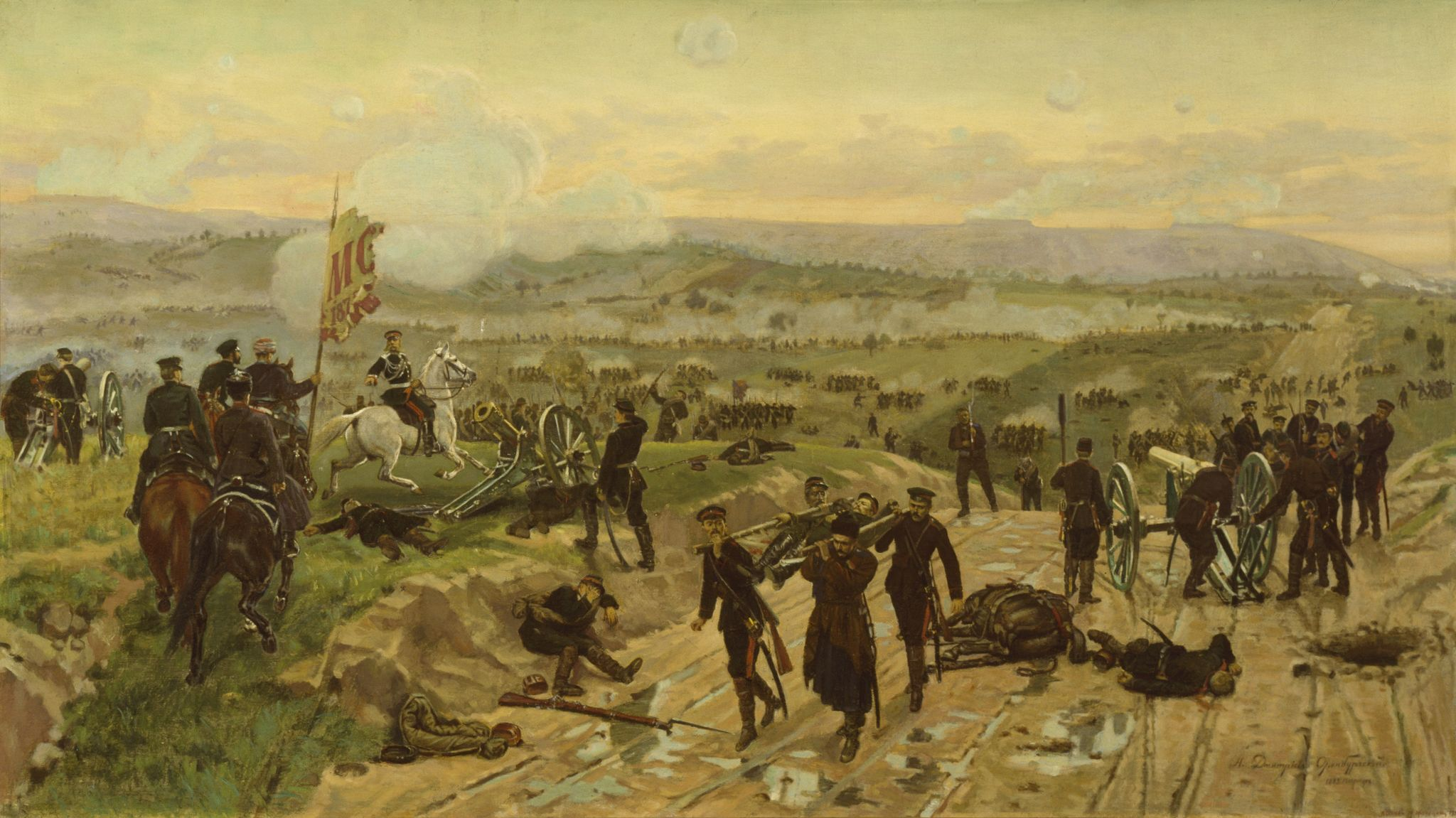
Nikolai Dmitriev-Orenburgskij (1883), La battaglia di Pleven del 27 agosto 1877.

L'obiettivo a est era bloccare le principali forze ottomane con sede nel Quadrilatero Russe-Silistra-Varna-Šumen (il cosiddetto Quadrilaterato delle fortezze, dove verso la fine di giugno 1877 si trovava la base del fronte ottomano orientale, con 75.000 soldati schierati, di cui 30.000 in assetto di combattimento. La divisione occidentale assediò il gruppo di Osman Nuri Pascià a Pleven (vedi Assedio di Pleven), mentre la divisione di attacco avanzò a sud attraverso il Passo di Šipka. In risposta al dispiegamento russo e al successo dell'avanzata dell'avanguardia, l'Alto comando ottomano trasferì il forte gruppo del generale Sulayman Pascià dall'Albania settentrionale. Le unità della divisione di attacco si ritirarono a Stara Zagora, ma fermarono Sulayman Pascià al Passo di Šipka.

### La battaglia del passo di Šipka

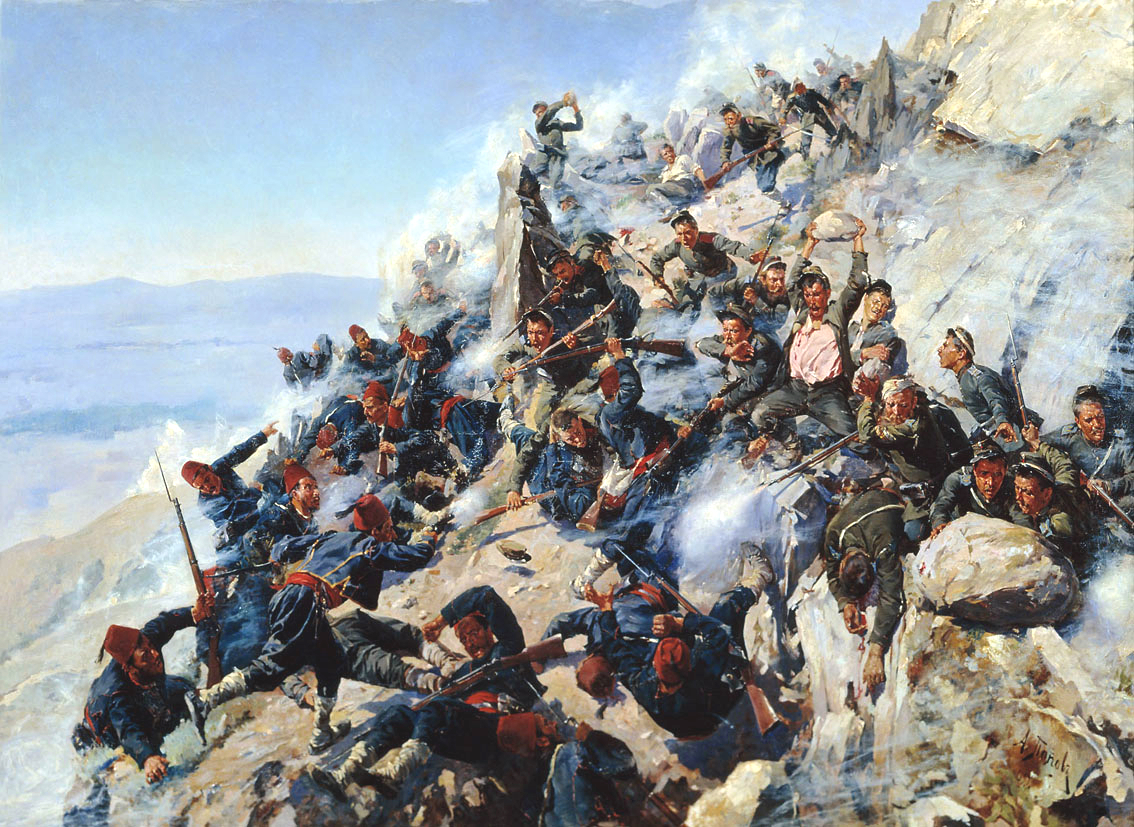
Alexey Nikolayevič Popov (1893), La Battaglia di Šipka

Il principale piano strategico del comando ottomano prevedeva che il gruppo di Sulayman Pascià sfondasse le unità militari di copertura fortificate alle pendici del Monte Šipka nei Monti Balcani e, attraversando la Bulgaria settentrionale, si unisse alle truppe ottomane assediate a Pleven sotto il comando di Osman Pascià. Si pianificava quindi, con un'azione concertata da est, ovest e sud, di respingere le truppe russe a nord del Danubio. In quel momento critico l'Alto Comando russo non disponeva di una seria riserva strategica per contrastare il contrattacco, e le eroiche battaglie che ebbero luogo sotto il Monte Šipka furono decisive per l'esito della guerra. Alla divisione d'attacco parteciparono anche gli Opălčenci, un movimento di resistenza bulgaro, i cui volontari vennero soprannominati opălčenci-pobornitsi ("volontari combattenti").
Nelle tre battaglie consecutive del periodo luglio-settembre le truppe di Sulayman Pascià furono demoralizzate, vanificando così il principale piano strategico del comando ottomano.

### Fine delle ostilità
Alla fine dell'anno il resto dell'esercito ottomano al comando di Osman Pascià, circondato a Pleven, si arrese ai russi. Seguì un'avanzata dell'esercio russo, al comando del generale Iosif Vladimirovič Gurko, a sud attraverso i Monti Balcani verso Sofia e Šeinovo; successivamente l'esercito russo conquistò Plovdiv (16 gennaio 1878) ed Edirne (26 gennaio).
Costantinopoli si trovava sulla traiettoria delle principali forze russe, motivo per cui l'Impero Ottomano rinnovò la sua richiesta di armistizio. La Tregua di Edirne fu firmata ad Edirne il 19/31 gennaio 1878. L'articolo 1 recitava:
(История на България. Том шести. Българско възраждане 1856 – 1878, Издателство на Българската академия на науките, София 1987, с. 459.)
L'armistizio portò al peggioramento delle relazioni tra la Russia, da un lato, e il Regno Unito e l'Impero austro-ungarico, dall'altro.

## Trattato di pace di Santo Stefano

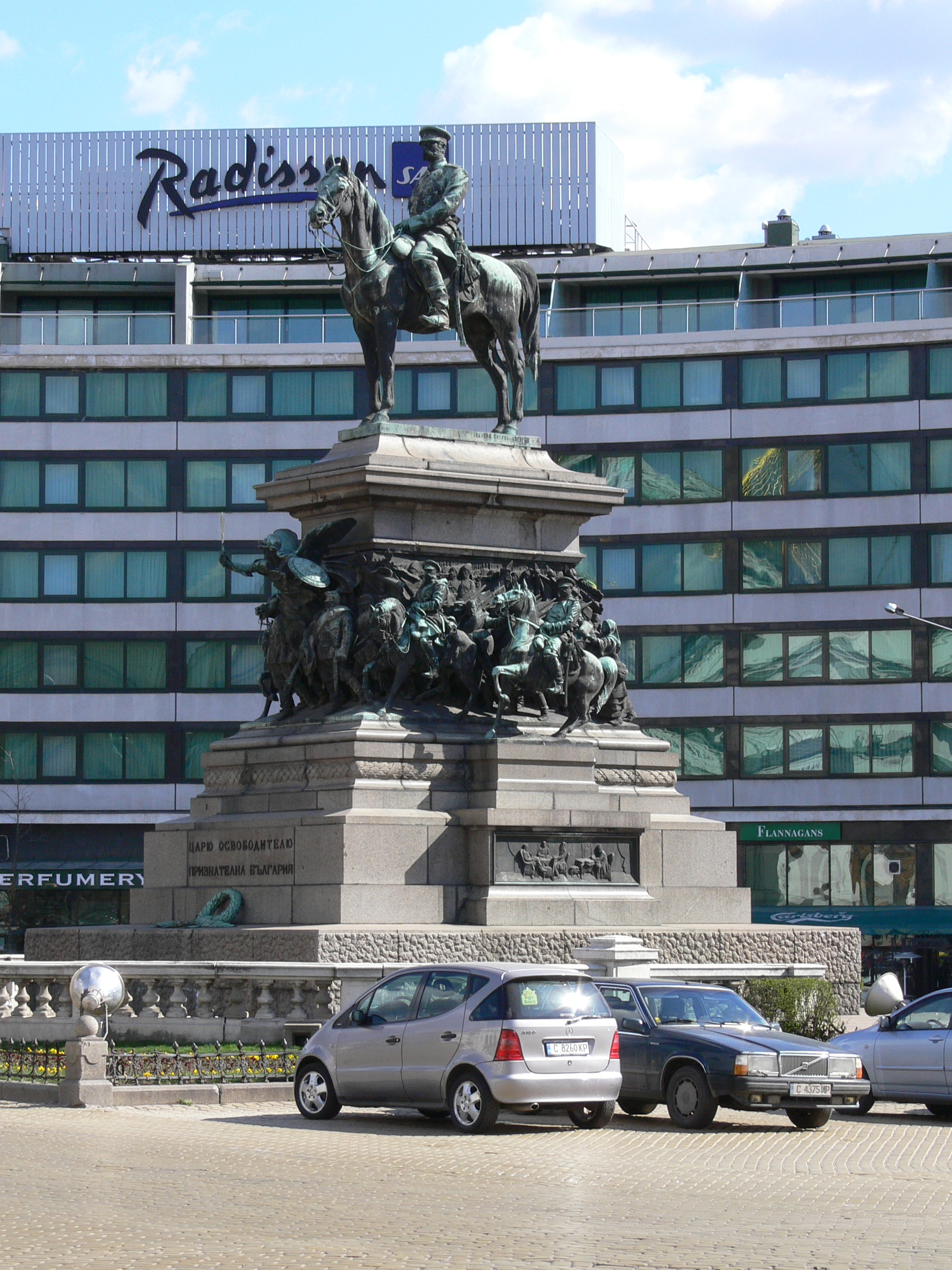
Il monumento allo Zar liberatore Alessandro II di Russia di fronte all''Assemblea nazionale della Bulgaria a Sofia.

Il Trattato di pace di Santo Stefano fu un accordo preliminare stipulato tra l'Impero russo e l'Impero ottomano, che pose fine alla Guerra russo-turca (1877-1878) e sancì, seppur non in via definitiva, la creazione del Terzo Stato bulgaro doppo quasi cinque secoli di dominio ottomano in Bulgaria.
Il trattato fu firmato il 3 marzo (19 febbraio secondo il calendaio giuliano) 1878 a Santo Stefano (l'odierno quartiere Yeşilköy a Istanbul) dal conte Nikolai Ignatiev e da Alexander Nelidov per la parte russa, e dal ministro degli Esteri Mehmed Esad Saffet Pascià e dall'ambasciatore ottomano in Germania, Sadullah Pascià, per l'Impero Ottomano. Alla firma non fu presente alcun rappresentante bulgaro, sebbene i bulgari avessero preso parte attiva  alle ostilità, subendo la perdita di 3.456 soldati.
In base al trattato, l'Impero ottomano non avebbe più potuto dislocare unità e strutture militari sul territorio del Principato di Bulgaria, che sarebbe rimasto sotto occupazione russa per un periodo di due anni, in attesa della formazione di una milizia locale. La determinazione dei confini definitivi del nuovo Stato bulgaro fu affidata a una commissione russo-turca, incaricata di operare nel rispetto dei confini previsti dal trattato stesso.

## Restaurazione dello Stato bulgaro

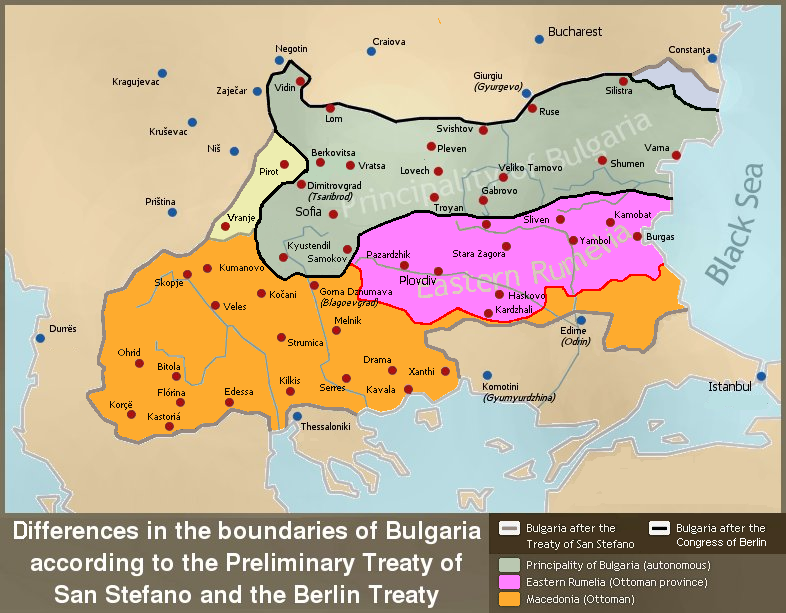
Differenze fra i confini della Bulgaria secondo il Tratto preliminare di Santo Stefano e il Trattato di Berlino.

Il Congresso di Berlino si svolse dal 13 giugno al 13 luglio 1878 nella capitale tedesca. Fu promosso dall'Austria e accettato dalle altre potenze europee con l'obiettivo di rettificare il Trattato di Pace di Santo Stefano, con il quale la Russia, dopo aver sconfitto l'Impero ottomano nella guerra del 1877-1878, aveva significativamente accresciuto la propria influenza nei Balcani. Oltre alla Russia, alla Turchia, all'Austria e alla Germania, al congresso parteciparono anche la Gran Bretagna, la Francia e l'Italia. Le decisioni adottate vennero formalizzate nel Trattato di Berlino.
La restaurazione della Bulgaria fu confermata dal Trattato di Berlino. Sebbene, di fatto, il neocostituito Principato di Bulgaria fosse indipendente dalla Sublime porta, dotato di un proprio governo e di un esercito nazionale, fino al 1908 esso rimase formalmente tributario - ossia subordinato - all'Impero ottomano. Tale subordinazione si concretizzava nell’obbligo di versare un tributo annuale vassallo. La Rumelia orientale invece, fu costituita come regione autonoma all'interno dell'Impero ottomano, con il diritto di disporre di proprie forze armate ("milizia locale").
Le due regioni bulgare - il Principato di Bulgaria e la Rumelia orientale - furono unite con l'Unificazione della Bulgaria nel 1885, ufficialmente sotto forma di un'unione personale. Ciò avvenne nonostante l'opposizione della Russia e in seguito alla vittoriosa resistenza contro l'attacco serbo (cfr. Guerra serbo-bulgara). L'unificazione fu orchestrata dal Comitato rivoluzionario centrale segreto bulgaro (BSCRC), in seguito a rivolte nelle città della Rumelia orientale e a un colpo di stato, compiuto il 18 settembre 1885 e sostenuto dal knjaz bulgaro Alessandro I.
La Bulgaria proclamò la propria indipendenza come Stato sovrano nel 1908, quando si crearono le condizioni politiche adeguate.La dichiarazione avvenne in modo solenne e simbolico il 22 settembre, nella Chiesa dei Quaranta Martiri a Veliko Tărnovo, costruita da Ivan Asen II in onore della vittoria nella battaglia di Klokotnica e in memoria fondatori del Primo Impero bulgaro.

## Commemorazione

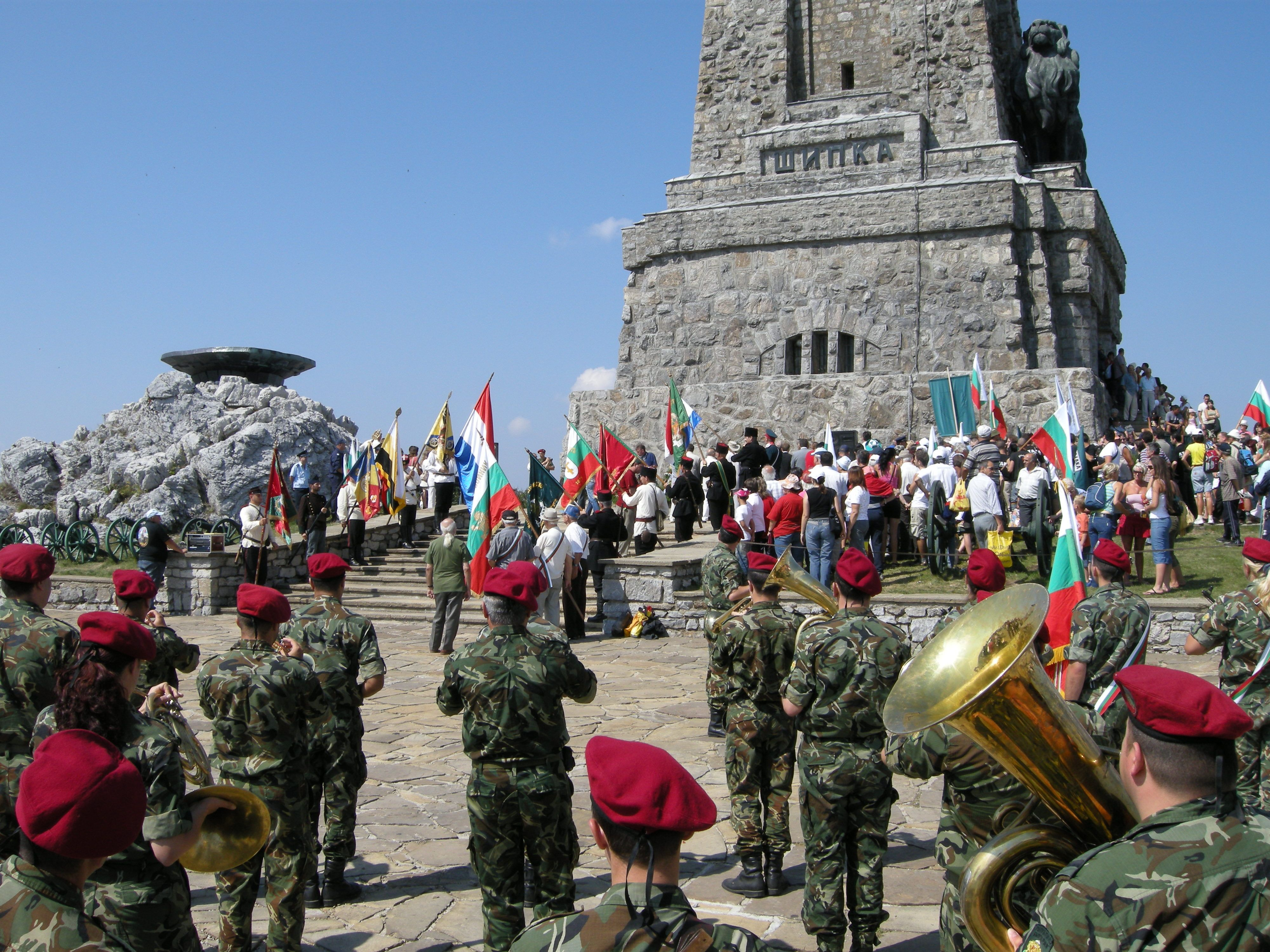
Commemorazione delle battaglie sul Monte Šipka nel 2008.

La liberazione della Bulgaria dal dominio ottomano fu celebrata solennemente, e sul territorio del Paese furono eretti diverse centinaia di monumenti in segno di riconoscenza per l’eroismo e il sacrificio dei combattenti. Di questi, 244 sono sopravvissuti fino ai giorni nostri.
Dal 1990, la Liberazione della Bulgaria è stata proclamata festa nazionale, celebrata ogni anno il 3 marzo, data della firma del Trattato di pace di Santo Stefano tra la Russia e l'Impero Ottomano. La giornata è commemorata solennemente dalle principali istituzioni del Paese, come la Presidenza della Repubblica e la Chiesa ortodossa bulgara. Il Presidente passa in rassegna  l'unità della guardia nazionale e conferisce onorificenze al personale militare, mentre la Chiesa ortodossa celebra una liturgia solenne in memoria dei combattenti - locali e stranieri - che caduti nella guerra di liberazione.

## Fonti e note esplicative
1. ↑  (BG) Проф. д-р Христо Гандев - житейски път и научно наследство, su academia.edu. URL consultato il 7 ottobre 2022.
2. 1 2  (EN) Liberation Day in Bulgaria, su themayor.eu. URL consultato il 7 ottobre 2022.
3. ↑  (BG) История на България. Том шести. Българско възраждане 1856 – 1878, Издателство на Българската академия на науките, София 1987, с. 434 – 435, 446 (автор на глава четвърта (Руско-турската война и Освобождението на България 1877 – 1878) – акад. Христо Христов).
4. ↑  Димитров, Страшимир, Николай Жечев и Велко Тонев. История на Добруджа, т. 3, София 1988, с. 267.
5. ↑  (BG) История на България. Том шести. Българско възраждане 1856 – 1878, Издателство на Българската академия на науките, София 1987, с. 435 – 436.
6. ↑  (BG) История на България. Том шести. Българско възраждане 1856 – 1878, Издателство на Българската академия на науките, София 1987, с. 438 – 441.
7. ↑  (BG) История на България. Том шести. Българско възраждане 1856 – 1878, Издателство на Българската академия на науките, София 1987, с. 438.
8. ↑  (BG)История на България. Том шести. Българско възраждане 1856 – 1878, Издателство на Българската академия на науките, София 1987, с. 443 – 446.
9. ↑  (BG) История на България. Том шести. Българско възраждане 1856 – 1878, Издателство на Българската академия на науките, София 1987, с. 462.
10. ↑  Le date nell'articolo, nella seconda parte, sono indicate secondo il Calendario gregoriano.
11. ↑  (BG) чл. 8 на Санстефански мирен договор, сключен между Русия и Турция на 19 февруари/3 март 1878 г. Accesso 7 ottobre 2022.
12. ↑  (BG) чл. 6 от Санстефански мирен договор, сключен между Русия и Турция на 19 февруари/3 март 1878 г.. Accesso il 7 ottobre 2022.
13. ↑  (BG) чл. 1 от Берлинския договор от 1/13 юли 1878 г. В текста е определено, че Българското княжество има право на своя „народна милиця“ Accesso 7 ottobre 2022.
14. ↑  (BG) чл. 13 от Берлинския договор от 1/13 юли 1878 г. Accesso il 7 ottobre 2022.
15. ↑  Gli Asenevtsi che vantano il titolo di "Zar" sono la tribù reale di Ivan il Terribile. L'erede diretto e parente dei Borbone, a titolo dinastico, con questo atto sfidò gli unici zare in quel momento al mondo. La Bulgaria a quel tempo non poteva competere con la Russia, ma era una monarchia più antica e il primo stato moderno in Europa.
16. ↑  (BG) В България има 244 паметници на Освобождението. Accesso 7 ottobre 2022.
17. ↑  (BG) 3-ти март - Национален празник на България, su dariknews.bg. URL consultato il 7 ottobre 2022.